# Huang Dongping
Huang Dongping (kinesiska: 黄东萍), född 20 januari 1995, är en kinesisk badmintonspelare.

## Karriär
Vid olympiska sommarspelen 2020 i Tokyo var Dongping och Wang Yilyu andraseedade i mixeddubbeln. De tog guld i tävlingen efter att ha besegrat Zheng Siwei och Huang Yaqiong i finalen.